# 3 (Joseph Williams)
3 è il terzo album in studio del cantante Joseph Williams pubblicato nel 1997.
L'album non è molto conosciuto, ma contiene la famosissima hit Goin' Home dei Toto, infatti il brano fu scritto da Joseph e David Paich nel 1988, il brano fu registrato però nel 1990 con alla voce Bobby Kimball, ed inclusa nell'album dei Toto del 1997 Toto XX. La versione della canzone incisa da Joseph è poco differente dall'originale, infatti è soltanto spostata di qualche tonalità inferiore rispetto all'originale. Nell'album come ospiti, per l'appunto compaiono molti dei membri dei Toto, fra membri ed ex membri, tra cui Steve Lukather, Mike Porcaro, Steve Porcaro, David Paich, Bobby Kimball e Fergie Frederiksen. Altri ospiti in studio sono Bill Champlin, Jay Graydon, Mark Williams, James Harrah, Joey Carbone, Tony Franklin, Jennifer Condos, Paul Gordon, Dennis Matkosky e Sherwood Ball. Il brano Man in Me è un brano che l'artista aveva originariamente scritto nel 1992 per la voce di Peter Cetera, tale brano figura infatti nell'album di Cetera World Falling Down, nella versione di Williams cambia oltre alla tonalità anche il bridge. L'ultima traccia è In My Life, pezzo dei The Beatles eseguito live da Joseph durante uno show il 31 maggio 1996 a Tokyo in un locale chiamato Desperado.

## Tracce
1. I'm Giving Up On You (D. Belfield, J. Carbone) - 4:33
2. Goin' Home (J. Williams, D. Paich, J. Porcaro) - 4:48
3. For Your Love (J. Williams, J. Carbone) - 4:16
4. Love Is The Real View Mirror (N. Doheny) - 5:00
5. One Imperfect Heart (J. Williams, P. Gordon, D. Matkosky) - 4:02
6. Everywhere I Go (J. Williams, J. Carbone) - 4:01
7. Top Down Girl (J. Williams, M. Williams) - 4:51
8. She's Gone (J. Williams, M. Williams) - 4:21
9. Love To Spare (J. Williams, P. Gordon) - 4:26
10. Man In Me (J. Williams, P. Gordon) - 5:05
11. In My Life (Live at Desperado) (J. Lennon, P. McCarney) - 3:45

## Musicisti
- Joseph Williams- voce
- Bobby Kimball- voce secondaria
- Fergie Frederiksen- voce secondaria
- Dennis Matkosky- voce secondaria
- Joey Carbone- voce secondaria
- Paul Gordon- voce secondaria
- Sherwood Ball- voce secondaria
- Steve Lukather- chitarra
- Jay Graydon- chitarra
- James Harrah- chitarra
- Jennifer Condos- chitarra
- Bill Champlin- chitarra
- David Paich- tastiera
- Steve Porcaro- tastiera
- Tony Franklin- basso elettrico
- Mike Porcaro- basso elettrico
- Mark Williams- percussioni